# 로버트 오언
로버트 오언(영어: Robert Owen, 1771년 5월 14일 ~ 1858년 11월 17일)은 영국의 사회개혁가, 사상가, 감리회 신자, 사회주의자이다. 자신의 사상을 일컬어 최초로 '사회주의(socialism)'라는 용어를 사용하였다.

## 개요

### 방직공장
웨일스 북부의 뉴타운에서 출생하였으며, 사업에 손을 대었다가 그것이 성공하여 스코틀랜드에 신식 방직 공장을 갖게 되었다. 그는 노동자 관리와 노동자 교육 등에 힘써 25년 만에 대기업을 이루었다. 처음에는 협동조합을 만들고 임금과 노동 조건을 좋게 고쳐 노동자에게 의욕을 북돋는 운동을 벌여 대성공을 거뒀다.

### 미국
1827년 오언은 이미 모든 시도를 해 본 뉴래너크 공장에 흥미를 잃었다. 로버트 오언의 이론과 실천은 자본주의가 인간의 얼굴을 할 수 있다는 선전으로 영국의 자본가 계급들에게 찬사를 받았으나 로버트 오언이 자신의 이론을 영국 전역에서 넓히려 하자 더 이상 그의 이론은 존중받지 못했다. 자본가들의 싸늘한 모습을 보면서 로버트 오언은 노동자들의 인간다운 삶보다는 이윤이 먼저인 자본가 계급에게서 동정을 바랄 수 없음을 깨달았을 것이다. 주식을 판 다음 아들 넷과 딸 하나를 데리고 미국으로 건너가 자신의 거의 전 재산을 들여 인디애나주 뉴하모니에 부동산을 구입한다. 뉴하모니 실험, 즉 자신이 꿈꾼 ‘커뮤니티(Community)라고 부른 새로운 공동체를 시작했으나 이 실험은 결국 참담한 실패로 끝났다. 하지만 1829년 영국에 돌아왔을 때에 오언의 이론을 존중하는 이들이 있었다. 비록 그의 실천은 뜻대로 되지 않았지만, 이론은 자본주의의 대안공동체를 고민하던 영국의 노동조합 활동가들에게 존중받았던 것이다.

#### 마르크스와 엥겔스의 비판
그는 마르크스와 엥겔스가 주장한 ‘노동자에 의한 독재’는 귀족과 자본가에 의한 독재와 절대 다르지 않다고 봤다. 쉽게 말하면 귀족, 독재자에서 노동자로 지배계급이 달라지는 것 뿐이라는 것이 오언의 생각이었다. 동시에 그는 노동자는 자신들을 직접 관리할 수 없는 존재들이라서 자기와 같은 사람이 노동자들을 가르쳐야 한다고 했다. 그래서 1848년 마르크스와 엥겔스가 같이 쓴 《공산당선언》 또는 공산주의 선언에서 오언은 ‘유토피안 사회주의자’라고 비판받기도 했다. 마르크스와 엥겔스가 생각하기에, 로버트 오언같은 유토피안 사회주의, 공산주의자들은 자본주의 문제를 인식하기는 한다. 하지만 그들은 노동자들을 역사의 주체로 존중하는 것이 아니라, 고통받는 노동자들을 동정하여 이들의 처지를 개선해주어야 한다고 생각했다. 이들이 만들고자 하는 사상누각(모래위의 건물)을 위해 부르주아들의 박애에 의존했지, 노동자들이 스스로 공동체를 만들었던 것이 아니었다. 하지만 마르크스와 엥겔스가 로버트 오언의 이론이 현실에서 이루어질 가능성이 없다고 비판하는 것은 아니고, 오언을 비롯한 유토피안 사회주의자들의 이론을 사회개혁 방법으로서 존중했다. 엥겔스는 1878년 로버트 오언의 이론을 다음과 같이 평가했다.
미래의 제도에 관한 자신의 최종계획에서 오언은 모든 기술적으로 세세한 부분들을 완성했는데, 그가 얼마나 깊은 조예를 가지고 있는지 일단 그의 사회개혁 방법을 채택하기만 한다면, 그 세세한 부분들에 대해서는 심지어는 전문가의 견지에서도 별로 이의가 없을 정도였다.
'사회주의'라는 용어를 최초로 사용하였으며, 영국 최초의 사회주의자로서 생시몽·푸리에와 함께 3대 공상적 사회주의자로 불린다. 저서로 『신사회관(사회에 관한 새로운 의견, A New View of Society)』 등이 있다.

#### 노동조합과 협동조합
전세계 협동조합 설립운동의 아버지로 불린다. 오언과 오언의 이론을 따르는 활동가들은 직업별 노동조합들을 전국노동조합대연합(영어: grand national consolidated trades union으로 조직했다. 건설노조원들이 길드를 되살려서 스스로 경영을 하도록 했으며, 전국등가노동교환소를 설립하여 협동조합이 자본주의로부터 벗어나서 발전할 수 있도록 했다. 자본주의의 대안공동체를 고민한 이들의 생각은 매우 앞선 생각이어서, 노동조합, 협동조합, 노동자 자주경영, 대안화폐 운동을 2017년 현재 190년전인 1829년부터 1834년까지 생각하고 실천한 것이었다. 1844년 오언의 제자들은 흑자도산을 불러올 수 있는 외상거래가 아닌 현금거래, 품질이 좋은 생필품 유통을 규칙으로 하는 생활협동조합을 만들었는데, 로치데일 협동조합이라고 한다.

## 생애

### 오언사상의 배경

#### 인권을 무시한 노동환경
로버트 오언 당시 노동환경은 열악했다. 노동자들은 보통 일주일에 6일간 70~80시간을 일해야 했다. 여름에는 기계들의 열기로 노동자들이 질식해 실신하기도 했다. 기계 소음에 그대로 노출되어 귀가 먹는 것(→청각장애)은 보통이었고, 안전장치가 미흡해 작업 중 부상은 다반사였다. 부상을 당해도 보상은 전혀 없었다. 그냥 일을 못해 해고되면 그것으로 끝이었다. 병이 나서 결근하면 일당은 받을 수가 없었다. 그래서 병이 나건 부상을 당하건 돈이 필요하면 나와서 일을 해야 했기에 노동자들은 건강을 더욱 해쳤다.(→산업재해 참조)

#### 아동노동
당시 어린이들의 노동환경은 더욱 처참했다. 유아원이 없으니 아이를 맡길 데가 없는 부모는 아이를 데리고 공장에 와서 옆에 놓고 젖을 먹이면서 키웠다. 걸음마를 하는 나이가 되면 기계들 사이에서 놀 수밖에 없었다. 그러다가 서너 살만 되면 엄마를 도와 일을 시작했다. 여섯 살부터는 정식 노동자가 되었다. 작은 몸집으로 전속력으로 돌아가고 있는 위험한 방적기계 밑을 곡예사처럼 돌아다니며 떨어진 실이나 천 조각을 줍는 소년소녀들의 모습은 정말 눈 뜨고 볼 수 없을 정도로 참혹했다. 몸집이 작아야 기계 밑을 잽싸게 돌아다닐 수 있고 손가락이 가늘어야 끊어진 실을 잇기 쉬워 섬세한 원단 직조에 유리하다고 해서 아이들을 고용했다. 그때는 어린이 노동이 전혀 문제가 안 되던 시절이었다.

#### 관리자 생활
10살에 견습공으로 노동을 시작해 20살에 맨체스터 최대의 방직공장 공장장이 될 때까지 오언은 이런 노동현장의 참상을 뼈저리게 체험했다. 1800년 그의 나이 29살에 장인 데이비드 데일의 공장을 인수할 때까지 오언은 관리직으로 근무하면서 노동자들을 지켜봤다.

#### 노동자 복지
당시 노동자들의 근무 태도도 근무환경만큼 나빴다. 술로 인한 폐해를 비롯해 절도, 태만, 기만 등을 보면 도저히 어디서부터 손을 대야 할지 모를 정도였다. 고용자와 피고용자 어느 한쪽만을 나무랄 수가 없었다. 오언은 이 악순환을 깨는 방법으로 노동환경을 먼저 바꾸어야 한다고 생각했다. “(인간의 품성은) 자신이 만드는 것이 아니고 (환경에 의해) 만들어진다(Not made by him but for him)”라고 믿었기 때문이다. 인간은 원래 착하게 태어나는데 환경이 나쁘다 보니 악하게 되어 버렸다고 믿었다. 그래서 오언은 공장의 경영 상태를 획기적으로 개선하기 위해서는 노동자의 정신 상태와 생활습관을 바꾸지 않고는 안 되며, 그 시작은 노동자들의 복지를 획기적으로 바꾸는 것으로 시작해야 한다고 본 것이다. 근무환경, 복지후생제도 등을 바꾸면 노동자들이 바뀌고 그러면 더 열심히 일해 결국 이익을 더 많이 내는 경영 성과가 나오게 된다고 오언은 믿었다. 뉴래너크에서 오언은 그 간단한 이론을 시험했고 결국 성공했다.

#### 신뢰 얻기
오언은 우선 노동자의 신뢰를 얻어야 했다. 첫 번째로 그가 개선한 제도는 생필품 조달문제였다. 당시 공장들은 공장 내 상점에서 조악한 물건을 비싸게 팔아 노동자들을 이중으로 착취했다. 오언은 양질의 상품을 공장에서 대량으로 직접 구입해 가격을 낮추었다. 최소한 25%는 저렴하게 노동자들이 생필품을 구입하게 되었다. 금방 노동자의 얼굴에서 화색이 돌고 옷도 깨끗해지고 가정 내의 상황도 좋아졌다.(나중에 이 제도는 생필품 공동구매조합 형태로 남아 지금도 Co-op슈퍼마켓을 영국 시중에서 볼 수 있다. 이렇게 해서 또 오언은 ‘영국 생협운동의 창시자’로 불리게 된다.)

#### 신뢰를 얻다
그렇게 해도 자본가에 대한 노동자들의 오랜 의심은 쉽게 가시지 않았다. 1806년 미국이 목면 수출을 금지하는 사건이 발생했다. 목면 값은 금방 천정부지로 올라 직물 생산이 불가능할 정도가 되었다. 그렇다고 노동자를 해고할 수도 없었다. 어디 갈 데도 없는 노동자들을 해고하는 비인간적인 일을 오언은 할 수가 없었기 때문이다. 결국 공장이 돌아가지 않는 동안에도 노동자들에게는 월급 전액을 지불했다. 그런 일로 인해 노동자들이 오언을 전적으로 믿고 따르기 시작하자 오언은 다음 단계의 개혁을 시작했다. 생산 증대와 양질의 제품 생산을 위해 ‘무언의 모니터(silent monitor)’ 제도를 고안했다. 4면에 다른 색깔을 칠한 나무를 해당 노동자 작업대 위에 그 전날의 실적에 따라 달아 놓은 것이다. 검은색은 나쁜 실적, 푸른색은 그저 그렇고, 노란색은 좋고, 흰색은 아주 좋다는 평가였다. 아무런 통제 없이 작업에 임하던 노동자들이 처음으로 긴장하게 되고, 작업에 집중하게 되었다. 처음에는 거의가 다 흑색이었으나 날이 갈수록 색깔이 바뀌어 나중에는 흰색이 아주 많이 등장했다. 결국 생산이 늘어 생긴 이익은 노동환경 개선을 위한 투자를 보상하고도 남을 정도가 되었다.

#### 노동자들의 환대
그러나 이런 가시적 성과에도 불구하고 복지에 대한 투자, 특히 노동자들과 아이들 교육을 위한 학교 건물 건설 같은 투자에는 파트너들의 반대가 심했다. 결국 오랜 법정 투쟁을 거치고 은행의 융자를 통해 오언은 그들의 주식을 다 사들였다. 모든 법적 절차를 끝내고 말 네 마리가 끄는 마차를 타고 뉴래너크로 돌아오는 길에 오언은 영원히 잊지 못할 광경과 대면하게 된다. 뉴래너크 수십 리 밖에 주민들이 기다리고 있다가 말에서 마차를 분리해 자신들 손으로 끌고 가기 시작한 것이다. 진정한 감사의 표시이다. 언덕을 올라가는데도 말 네 마리가 끄는 것보다 더 빨리 올라갔다. 마을의 모든 창문과 문에는 동네의 모든 아이와 어른들이 달라붙어 손을 흔들고 있었다고 했다. 그들의 감사와 사랑과 환희가 정말 몸으로 느낄 정도였다고 오언은 고백했다. 이렇게 해서 오언의 전적인 경영하에 공장은 엄청난 성과를 거둔다. 그동안 투자한 금액의 4배에 해당하는 엄청난 수익이 4년에 걸쳐 나왔다. 이 수익으로 오언은 다시 학교와 유아원 같은 환경 개선을 위한 투자를 시작할 수 있었다. 오언이 믿어온 간단한 이론을 성공으로 세상에 증명한 셈이다.

#### 어린이 교육
오언은 특히 아동들의 노동 시작 연령을 6살에서 12살로 올리고 10시간 이상 일하지 못하게 했다. 12살 이하는 유아원을 가게 하고 그 이상은 일과가 끝나면 학교로 보내 교육을 받게 했다. 오언의 유명한 저서 『신사회관(사회에 관한 새로운 의견, A New View of Society)』에는 ‘아이들에게 매일 운동을 하게 해야 하고, 중요한 과학 과목, 가정경제, 농업, 공업, 상업을 비롯한 다른 산업에 대한 기본적인 지식을 가르쳐 나중에 아이들이 택하게 될 직업에 대한 기본적인 지식을 습득하게 했다.’, ‘읽고 쓰고 셈하는 것과 문법, 그림을 가르쳐야 한다.’, ‘아이가 걷기 시작하자마자 유아원으로 보내져야 한다. 인간의 행복은 주로 자신의 감정, 품성, 그리고 주위 환경에 의해 정해진다. 유아일 때 이런 좋은 환경이 주어져야 좋은 감정과 품성을 가지게 된다.’라고 했다.

## 같이 보기
- 협동조합 운동의 역사